# Hôtel des Relations extérieures
L'hôtel de la Surintendance des Bâtiments du Roi puis des Relations extérieures est situé à Compiègne, dans le département de l'Oise.

## Historique
L'hôtel est construit au XVIIIe siècle en tant qu'hôtel de la Surintendance des Bâtiments. Sous Napoléon Bonaparte, il devient l'hôtel des Relations extérieures. 
L'édifice est inscrit au titre des monuments historiques par arrêté du 12 mai 1944.

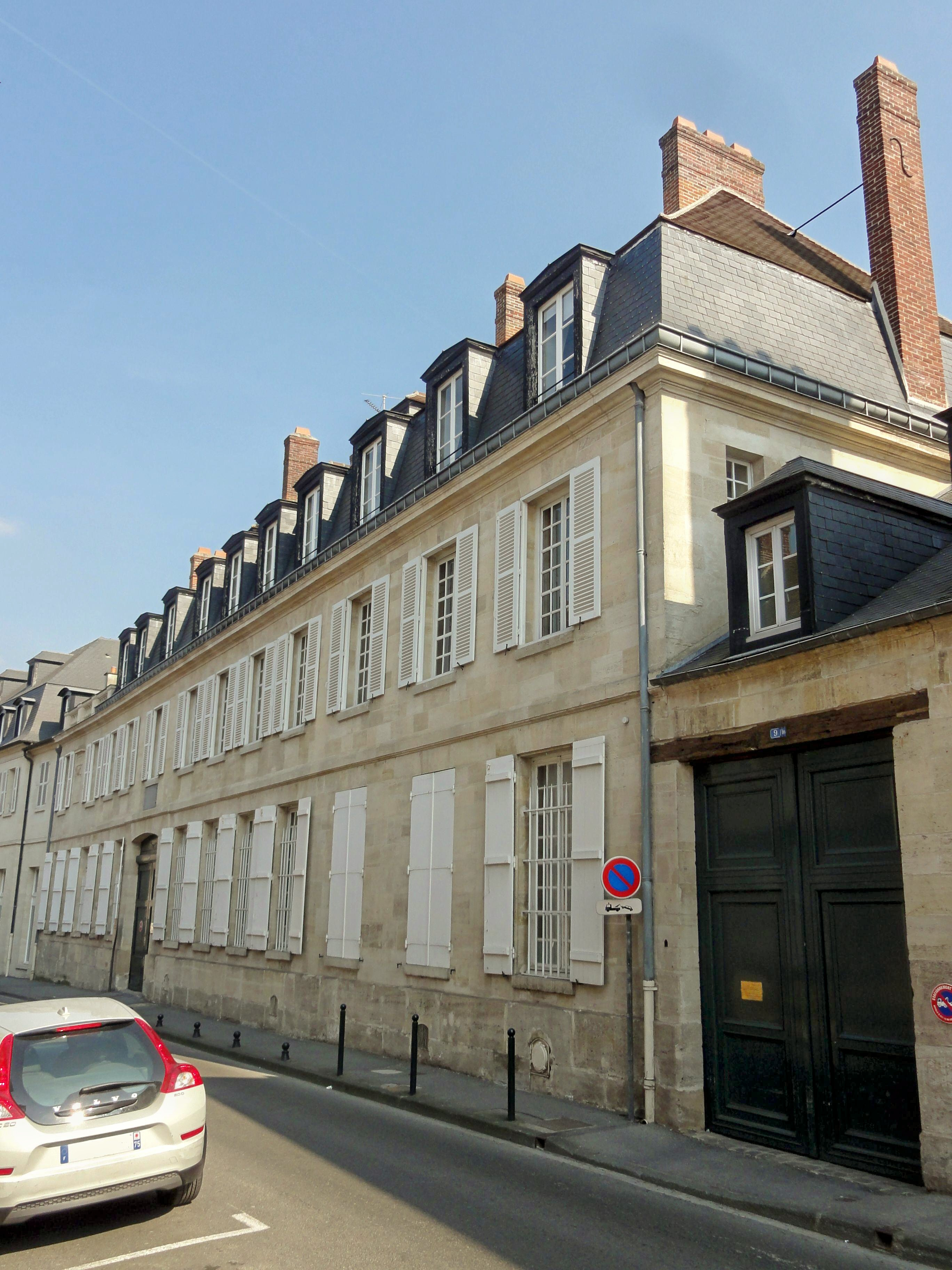
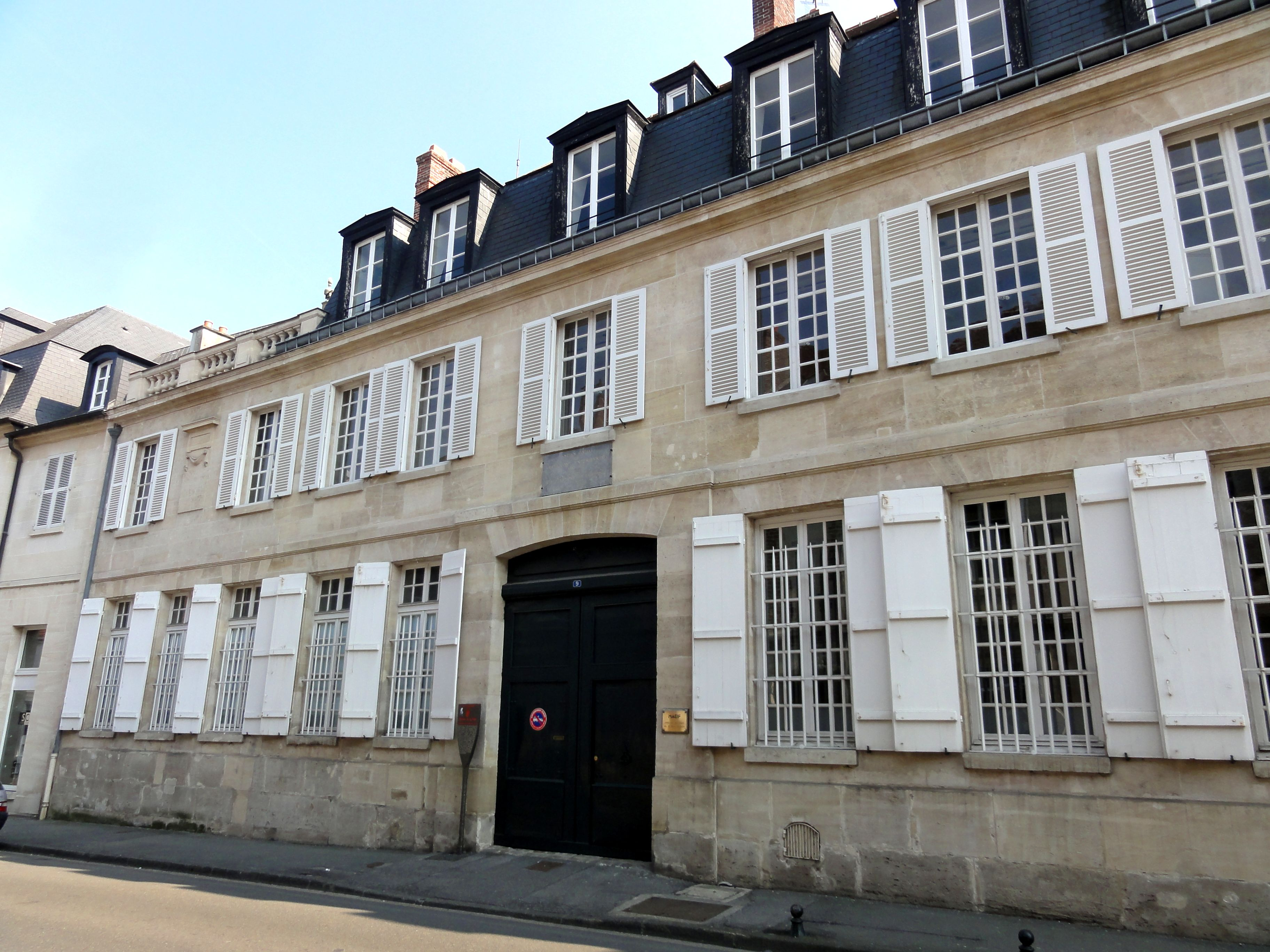
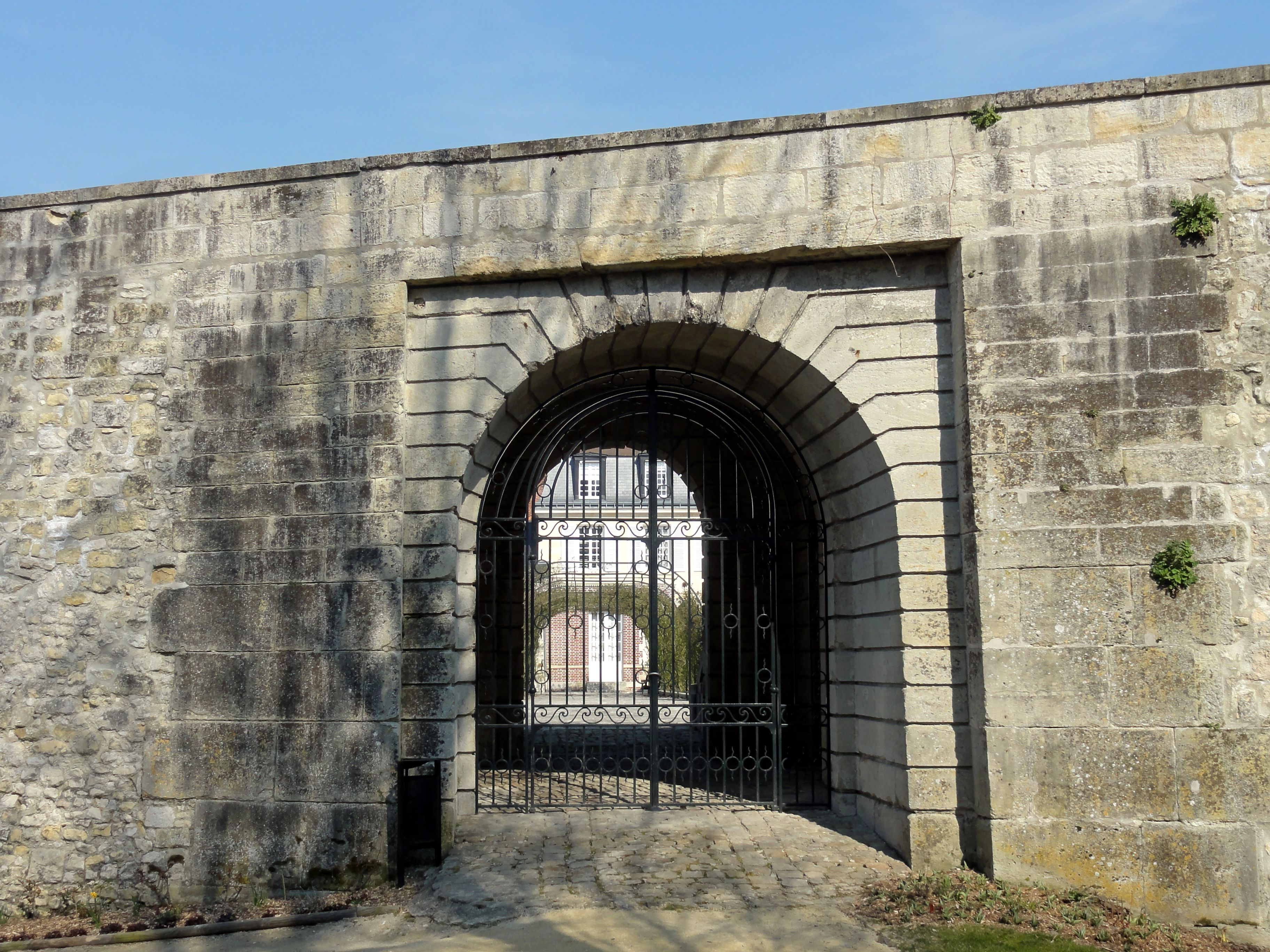